# رود وکرا
وکرا (لهستانی: Wkra) رودی در لهستان است که از شاخه‌های رود نارف محسوب می‌شود. طول این رود ۲۵۵ کیلومتر است و اندازه حوضه دبی آن ۵۳۴۸ کیلومتر مربع است. این رود دو شاخه به نام رود ویدینیا و رود پووانکا دارد.